# Scinax trilineatus
Scinax trilineatus là một loài ếch trong họ Nhái bén.
Nó được tìm thấy ở Brasil, Guyana, Suriname, và Venezuela.
Các môi trường sống tự nhiên của chúng là xavan ẩm, đầm nước ngọt, đầm nước ngọt có nước theo mùa, và vùng đồng cỏ. Loài này đang bị đe dọa do mất môi trường sống.